# 朗多勒
朗多勒（法語：Landaul，法語發音：[lɑ̃dol]）是法国莫尔比昂省的一个市镇，属于洛里昂区。

## 地理
朗多勒（47°44'54"N, 3°4'34"W）面积17.35 平方千米，位于法国布列塔尼大區莫尔比昂省，该省份为法国西北部沿海省份，位于布列塔尼半岛南部，北起阿摩尔滨海省、西接菲尼斯泰尔省，南濒大西洋，东南接大西洋卢瓦尔省，东临伊勒-维莱讷省。
与朗多勒接壤的市镇（或旧市镇、城区）包括：普吕维涅、布雷克、洛科阿勒-芒东、诺斯唐、朗代旺。

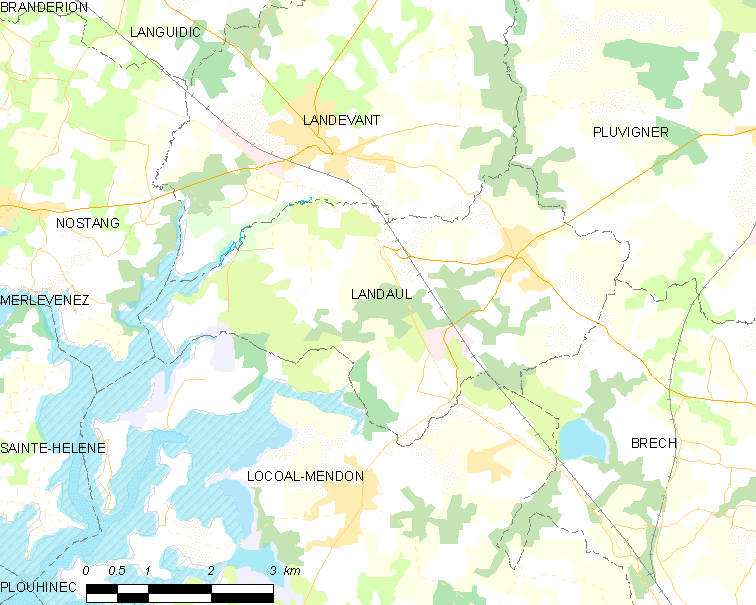
朗多勒的OSM定位图

朗多勒的时区为UTC+01:00、UTC+02:00（夏令时）。

## 行政
朗多勒的邮政编码为56690，INSEE市镇编码为56096。

## 政治
朗多勒所属的省级选区为普吕维涅县。

## 人口

1962-2008年间朗多勒人口变化图示

朗多勒于2022年1月1日时的人口数量为2487人。